# Государственная премия РСФСР в области архитектуры

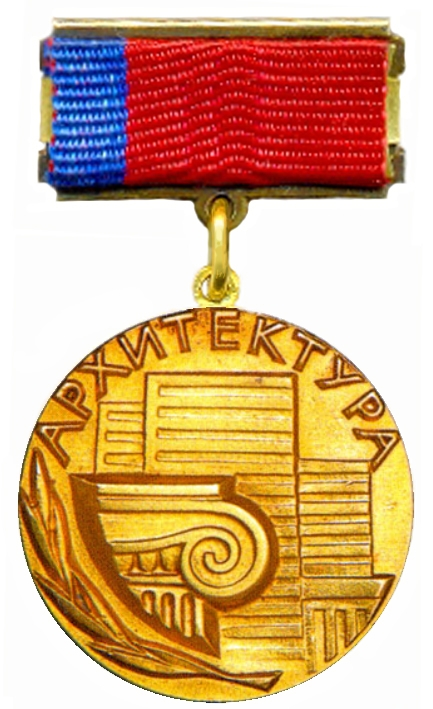
Медаль лауреата Государственной премии РСФСР в области архитектуры

Государственная премия РСФСР — премия, присуждаемая СМ РСФСР в области архитектуры. Единственная из Государственных премий РСФСР не носила никакого почётного наименования. Присуждалась ежегодно в 1967—1991 годах за архитектурные, строительные и реставрационные работы. Награждённым присваивалось звание «Лауреат Государственной премии РСФСР», вручался Почётный знак и диплом.

## Лауреаты Государственной премии РСФСР

### 1967
1. Белый, Михаил Аронович, Михайлов Александр Сергеевич, Орлов, Иосиф Брониславович, Сафонова, Татьяна Николаевна, Ушаков, Юрий Сергеевич — за архитектурно-планировочное решение Новосибирского академгородка СО АН СССР
2. Егерев, Виктор Сергеевич, Ионов, Юрий Иванович, Кубасов, Владимир Степанович, Новиков, Феликс Аронович, Палуй, Борис Владимирович, Покровский, Игорь Александрович, Хажакян, Михаил Николаевич — за архитектуру Московского Дворца пионеров

### 1968
1. Бархин, Борис Григорьевич, Киреев, Евгений Иванович, Орлова, Наталия Георгиевна, Строгий, Валентин Александрович, Фомин, Кирилл Дмитриевич — за архитектуру ГМИК имени К. Э. Циолковского

### 1969
1. Орлов Георгий Михайлович, Гумбург, Юрий Николаевич, Мовчан, Владимир Яковлевич, Морозов, Дмитрий Ефремович — за архитектуру комплекса Братской ГЭС на Ангаре
2. Лебедев, Виктор Владимирович, Ларин, Александр Дмитриевич, Кучанов, Сергей Иванович, архитекторы; Абрамов, Дмитрий Прокофьевич, Михайлов, Анатолий Григорьевич, инженеры, — за архитектуру комплекса зданий МАХУ

### 1970
1. Машин, Борис Гаврилович, Локтев, Борис Николаевич, Паскаренко, Евгений Юрьевич, Савченко, Юрий Тимофеевич, архитекторы; Латий, Владимир Николаевич, Шурыгин, Геннадий Иванович, инженеры-строители, — за создание градостроительного комплекса Сосновый Бор в Ленинградской области (проектирование и строительство микрорайона № 2)
2. Баныкин, Борис Николаевич, архитектор; Карагин, Алексей Васильевич, инженер; Анциферов, Геннадий Васильевич, Стариков, Борис Николаевич, инженеры-строители, — за проектирование и строительство гостиницы «Венец» в Ульяновске

### 1971
1. Галаджева, Софья Христофоровна, Красильников, Владилен Дмитриевич, Попов Александр Александрович, Шульрихтер, Виктор Александрович, архитекторы; Брустин, Лев Яковлевич, консультант-технолог; Клюзнер, Игорь Нисонович, Сотников, Евгений Николаевич, инженеры, — за проектирование и строительство здания Тульского ГАТД имени М. Горького

### 1972
1. Былинкин, Илья Николаевич, Горлышков, Георгий Пантелеймонович, Давиденко Вадим Петрович, Шебалина, Наталья Александровна, архитекторы; Глебова, Маргарита Алексеевна, инженер; Курцев, Александр Иванович, техник-строитель; Морозов, Александр Матвеевич, инженер-строитель, — за проектирование и строительство здания Владимирского ОАДТ имени А. В. Луначарского
2. Воскресенский, Всеволод Леонидович, Дроздова, Тамара Николаевна, Кирильцева, Людмила Ивановна, архитекторы; Максименко, Владимир Андреевич, Фокин Юрий Николаевич, Яценок, Ольга Акимовна, Зарецкая, Хава Шавелевна, инженеры, — за проектирование и строительство здания лабораторно-клинического корпуса ИХАМН имени А. В. Вишневского
3. Антонов Иван Васильевич, мастер-инкрустатор; Богданов Виктор Алексеевич, художник по дереву; Газиянц, Сурен Иванович, директор специальных научно-реставрационных мастерских; Громова, Наталья Ивановна, ст. н. с. Павловского дворца-музея; Калугин Иван Иванович, мастер художественной лепки; Караваев, Константин Александрович, мастер-краснодеревщик; Мальцева, Надежда Ивановна, художник-декоратор; Плотников, Михаил Михайлович, Попова-Гунич, Софья Васильевна, архитекторы; Трескин, Анатолий Владимирович, художник; Цыганков Георгий Фёдорович, мастер по декоративной скульптуре, — за воссоздание и реставрацию выдающихся памятников истории и культуры Ленинграда и его пригородов

### 1973
1. Баталов, Леонид Ильич, Забозлаева, Лилия Матвеевна, Шехоян, Каро Сергеевич, архитекторы; Андрианов, Борис Васильевич, Дёминов, Дмитрий Дмитриевич, инженеры-строители; Каневский, Михаил Владимирович, техник-строитель, — за проектирование и строительства производственного предприятия
2. Евдокимов, Сергей Иванович (посмертно), руководитель коллектива, Хрущёва, Татьяна Фёдоровна, архитекторы; Корсаков, Анатолий Николаевич, Лейбович, Геннадий Давидович, Простаков, Леонид Матвеевич, инженеры, — за проектирование и строительство здания ДЮСШ на Васильевском острове в Ленинграде

### 1974
1. Дейстфельдт, Елена Александровна, Жаворонкова, Евгения Петровна, Игнатьев, Георгий Константинович, Ильенкова Аида Васильевна, Казакевич, Инесса Ивановна, Кульчинский, Дмитрий Николаевич, Либсон, Владимир Яковлевич, Рубен, Изольда Петровна, Солодкая, Галина Ивановна, архитекторы; Кириков, Василий Осипович, Померанцев, Николай Николаевич, художники-реставраторы, — за реставрацию памятников архитектуры и живописи Москвы.
2. Бубнов, Марк Петрович, Лазарев, Виталий Владимирович, Семейкин, Иван Викторович, Тер-Степанов, Эльмир Бардугимосович, архитекторы; Немировский, Владимир Григорьевич, инженер, — за проектирование и внедрение в строительство серии кинотеатров различной вместимости.
3. Симонович, Владимир Ильич, Пушкова, Лидия Петровна, архитекторы; Костенко, Юрий Юрьевич, Сидельковский, Борис Натанович, инженеры, — за проектирование и строительство гостиницы «Интурист» в Ростове-на-Дону.

### 1975
1. Букреев, Юрий Андреевич, Корнеева, Галина Ивановна, Неёлова, Ольга Михайловна, Райтман, Семён Семёнович, архитекторы; Канайлов, Александр Васильевич, Полетаев, Николай Павлович, Раузин, Григорий Исаевич, Седов, Иван Иванович, инженеры; Балыклов, Александр Владимирович, Лапотникова, Александра Павловна, бригадиры-строители; Карпов, Олег Викторович, гл. архитектор Миасса, — за проектирование и комплексную застройку Северного района города Миасса Челябинской области при сохранении живописного ландшафта
2. Горицкий, Анатолий Иванович, Никулин, Геннадий Сергеевич, архитекторы; Григорьев Юрий Александрович, Изьюров, Лев Васильевич, Пупков, Георгий Григорьевич, Растоскуев, Борис Александрович, Чулкевич, Лев Вячеславович, инженеры, — за архитектуру Красноярской ГЭС имени 50-летия СССР
3. Жилкин, Валерий Константинович, Костомаров, Герман Николаевич, Перченков, Евсей Вульфович, Суворова, Галина Сергеевна, архитекторы; Чернов, Юрий Алексеевич, Эргардт, Артур Генрихович, инженеры, — за проектирование и строительство комплекса туристско-спортивной гостиницы «Домбай» с канатными дорогами

### 1976
1. Бегунц, Рубен Аветисович, Виноградова, Маргарита Викторовна, архитекторы; Червонецкий, Виталий Сергеевич, инженер-строитель; Кузнецов, Андрей Николаевич, художник-монументалист; Гридина, Галина Антоновна, Корпаи, Жорж Васильевич, бригадиры-строители, — за проектирование и строительство Приморского КДТ имени М. Горького во Владивостоке

### 1977
1. Гальперин, Леонид Юльевич, Алымов, Александр Иванович, Фабрицкий, Бенцион Борисович, Чернов, Михаил Всеволодович, Шмелёв, Игорь Павлович, архитекторы; Савин, Ким Семёнович, инженер-строитель; Скрябина, Александра Алексеевна, каменщица, — за архитектуру Центрального комплекса ВПЛ ЦК ВЛКСМ «Орлёнок»
2. Рощин, Анатолий Макарович, директор, Некрасов Александр Петрович, художник-реставратор, Смирнова, Галина Николаевна, Столетов Игорь Александрович, архитекторы; Федотов, Иван Иванович, бригадир резчиков по дереву, Шаронов, Михаил Михайлович, прораб Владимирской СЭНРПМ; Аксёнова, Алиса Ивановна, генеральный директор, Шлионский, Григорий Борисович, гл. хранитель Владимиро-Суздальского ГОИАХ музея-заповедника; Лапшина, Тамара Ивановна, зав. Суздальским филиалом того же музея-заповедника, — за реставрацию памятников истории и культуры городов Владимира и Суздаля, создание музейных экспозиций и широкое использование их в культурно-просветительных и туристических целях

### 1978
1. Захарьина, Наталья Михайловна, руководитель авторского коллектива, Давыдов, Георгий Никандрович, Исадченко, Юрий Викторович, Клюйкова, Ирина Ивановна, архитекторы; Торшин, Борис Михайлович, инженер проекта; Воронов, Анатолий Иванович, Найшуллер, Григорий Самойлович, Петренко, Николай Яковлевич, техники-строители; Скалабан, Иван Митрофанович, бригадир комплексной бригады, — за архитектуру жилого комплекса в городе Пушкине Ленинградской области
2. Рагулин, Константин Герасимович, архитектор; Казачинчский, Лев Александрович, Конашенок, Геннадий Николаевич, инженеры; Незнанов, Владимир Константинович, ст. производитель работ; Юртаева, Мария Николаевна, бригадир штукатуров, — за архитектуру комплекса железнодорожного вокзала в Пензе
3. Бухаев, Вячеслав Борисович, архитектор; Бажинов, Виктор Иванович, Горевой, Владимир Эмильевич, Кубасов, Сергей Анатольевич, Неймарк, Владимир Исаакович, скульпторы, — за архитектурно-скульптурный комплекс «Партизанская слава» близ города Луги Ленинградской области

### 1979
1. Венчагов, Сергей Ильич, художник-дендролог; Внуков, Вячеслав Сергеевич, гл. архитектор города; Кириченко, Валентин Николаевич, художник; Куценко, Михаил Павлович, бригадир рабочих-озеленителей, — за создание садово-парковой среды центра города-курорта Сочи
2. Жирмунская, Галина Михайловна, Стамо, Евгений Николаевич, архитекторы; Брусникина, Татьяна Павловна, Каган, Лазарь Борисович, инженеры-конструкторы; Малышев, Александр Иванович, инженер-строитель; Козин, Алексей Иванович, бригадир комплексной бригады, — за архитектуру ДВК в Москве
3. Мыльников, Андрей Андреевич, руководитель группы, Грачёв, Яромир Николаевич, Репин, Сергей Николаевич, Уралов, Иван Григорьевич, Фомин, Никита Петрович, художники; Белова, Людмила Николаевна, директор, Гондельсман, Аркадий Мануилович, н. с. музея, — за создание художественной экспозиции музея «Битва за Ленинград» в архитектуре комплекса памятника Победы в Ленинграде

### 1980
1. Горячев, Олег Михайлович, Инбер, Лидия Павловна, Чирков, Михаил Александрович, Афанасьева, Тамара Михайловна, архитекторы; Плешков, Рэм Витальевич, Янина, Ирина Ефимовна, инженеры-конструкторы; Мосолов, Василий Петрович, производитель работ, — за архитектуру комплекса загородного отдыха на 3 300 мест на Клязьминском водохранилище в Московской области
2. Волков, Юрий Михайлович, Симов, Евгений Викторович, Шкарпетин, Владимир Георгиевич, архитекторы; Чесноков, Николай Алексеевич, инженер-конструктор, — за архитектуру микрорайона № 40 а в Обнинске Калужской области
3. Атанов, Владимир Сергеевич, Архипова, Татьяна Дмитриевна, архитекторы; Данциг, Михаил Борисович, инженер-конструктор; Смирнов, Виталий Александрович, бригадир столяров, — за архитектуру киноконцертного зала «Энтузиаст» в Москве

### 1981
1. Полянский, Анатолий Трофимович, Гвоздин, Александр Моисеевич, Штильмарк, Олег Владимирович, архитекторы; Липовецкий, Борис Андреевич, Карская, Тэйсса Михайловна, инженеры-конструкторы; Ситцев, Владимир Михайлович, Дедков, Анатолий Михайлович, инженеры-технологи; Житомирский Владимир Анатольевич, инженер-строитель, — за создание Международного молодёжного олимпийского лагеря на 2 500 мест в Химкинском районе Москвы
2. Быховский, Владимир Абрамович, архитектор; Юнаковский, Станислав Георгиевич, инженер-конструктор; Шибанов Николай Иванович, инженер-строитель, — за проектирование и строительство здания Дома актёра в Воронеже
3. Павлов, Анатолий Петрович, архитектор; Соломин, Николай Николаевич, Сонин, Виктор Александрович, художники, — за архитектурно-художественное решение диорамы в Кирове «Установление Советской власти в городе Вятке»

### 1982
1. Прохоров, Пётр Сергеевич, Тропин, Владимир Петрович, Изоитко, Аскольд Петрович, архитекторы; Панов, Вернер Валерьянович, Христиансен, Маргит Эгоновна, инженеры-конструкторы; Марков Владимир Иванович, Новиков, Юрий Григорьевич, строители, — за архитектуру ЛДМ
2. Кузьмин, Всеволод Иванович, руководитель авторского коллектива, Горкин, Евгений Николаевич, Нилова, Нина Анатольевна, Зорина, Екатерина Ивановна, архитекторы; Гофман, Владимир Сергеевич, инженер-конструктор; Харитонов, Валентин Михайлович, инженер-строитель; Панаков, Николай Иванович, инженер-технолог, — за архитектуру Центрального дома туриста профсоюзов в Москве
3. Райлов, Роберт Францевич, руководитель авторского коллектива, архитектор; Ребрик, Георгий Иванович, инженер-конструктор; Глушаков, Анатолий Яковлевич, Дьяченко, Алексей Григорьевич, Марченко, Валентина Леонтьевна, строители, — за проектирование и строительство ДК в станице Ленинградской Краснодарского края

### 1983
1. Малашонок, Леопольд Владимирович, Савина, Людмила Яковлевна, Шестопалов, Всеволод Николаевич, архитекторы; Чудновский, Владимир Ильич, инженер-конструктор; Толова, Галина Георгиевна, строитель, — за архитектуру новой застройки и завершение реконструкции исторического ансамбля Советской площади в Ярославле
2. Гладштейн, Григорий Яковлевич, руководитель авторского коллектива, Артюшина, Татьяна Николаевна, Даниэль, Татьяна Александровна, Ильин, Владимир Павлович, Кириллов, Леонид Николаевич, архитекторы; Соколов, Юрий Васильевич, Швыдко, Валерий Александрович, инженеры-строители, — за архитектуру комплекса культурно-спортивного центра в посёлке Сельцо Тосненского района Ленинградской области
3. Белолаптиков, Евгений Никитович, Бельский, Александр Михайлович, Марцыновский, Николай Павлович, Першанин, Евгений Алексеевич, архитекторы; Катанов, Александр Дмитриевич, Сергеев, Игорь Петрович, Сходкин, Павел Константинович, инженеры, — за архитектуру Усть-Илимской ГЭС на Ангаре

### 1984
1. Алексеев, Павел Иванович, Гуткин, Евгений Меделевич, Дышко, Кира Львовна, архитекторы; Сидорин, Владимир Константинович, инженер-конструктор, Кондратьев, Анатолий Иосифович, инженер-строитель; Пушкин, Виталий Иванович, строитель, — за архитектуру нового комплекса газетного производства издательства ЦК КПСС «Правда» в Москве
2. Авксентюк, Владимир Петрович, руководитель авторского коллектива, архитектор; Баталов, Василий Михайлович, Петухов, Станислав Александрович, строители, — за проектирование и строительство вокзала нового типа (ж/д станция Постышево БАМа)

### 1985
1. Кибирева, Ирина Сергеевна, Лаврова, Любовь Алексеевна, архитекторы; Милковский, Сергей Иванович, инженер-конструктор; Бабкин, Виктор Сергеевич, Беседин, Виктор Михайлович, Никольский, Владимир Викторович, строители, — за архитектуру и строительство здания Курского ГДТ имени А. С. Пушкина
2. Нестеров, Вениамин Александрович, руководитель авторского коллектива, Тарнополь, Фёдор Тихонович, архитекторы; Устинова, Римма Александровна, инженер-конструктор; Будник, Иван Васильевич, строитель, — за архитектуру и строительство киноконцертного зала имени Моссовета на Преображенской площади в Москве

### 1986
1. Земцов, Юрий Исаевич, Парфиненко, Владимир Никитич, Паровышкин, Владимир Петрович, архитекторы; Миронков, Борис Анатольевич, Шапиро, Анатолий Владимирович, инженеры-конструкторы; Кучер, Пётр Дмитриевич, строитель, — за проектирование и строительство комплекса общегородского торгового центра в Омске
2. Садовский, Тимофей Петрович, руководитель авторского коллектива, архитектор; Артемьев, Николай Иванович, инженер-технолог; Боровков, Виктор Павлович, Новиков, Сергей Николаевич, Сергеев, Юрий Константинович, строители, — за проектирование и строительство многоцелевого комплекса зданий и сооружений транспортного и культурно-бытового назначения в ансамбле исторической застройки набережной Волги в Ярославле
3. Садовский, Михаил Анатольевич, руководитель авторского коллектива, Голубев, Сергей Фёдорович, Корлас, Евгений Борисович, архитекторы; Антонов, Валерий Владимирович, Шерешевский, Александр Нисонович, инженеры-конструкторы; Захарова, Валентина Ивановна, строитель, — за архитектуру полносборных школ и детских садов новых районов Ленинграда

### 1987
1. Кравцовч, Олег Генрихович, руководитель авторского коллектива, Васильев, Владимир Тимофеевич, архитекторы; Наумов, Андрей Иванович, инженер-конструктор, — за архитектуру комплекса зданий СПТУ на 1 200 учащихся в Пушкине
2. Тенета, Владимир Андреевич, Карсян, Левон Варденович, архитекторы; Смирнов, Олег Константинович, инженер-конструктор; Андрбаев, Нуриян Аюпович, Друганкин, Иван Николаевич, строители, — за проектирование и строительство Чувашского ГАТОБ в Чебоксарах

### 1988
1. Степанов Валерий Владимирович, руководитель авторского коллектива, Мелкумян, Рубен Багратович, Тюрин, Владимир Павлович, Филатов, Владимир Михайлович, архитекторы; Сивохин, Нил Нилович, инженер-конструктор; Карп, Натан Львович, инженер-технолог, — за архитектуру общеинститутского комплекса МИСИ имени В. В. Куйбышева
2. Шмаков, Сергей Павлович, руководитель авторского коллектива, архитектор; Резниченко, Маргарита Яковлевна, инженер-конструктор; Добросоцкий, Анатолий Константинович, строитель, — за архитектуру ДЮСШ в Ждановском районе Ленинграда

### 1989
1. Агафонов, Святослав Леонидович, архитектор, — за проектирование и реставрацию крепостного ансамбля Нижегородского кремля, архитектурного памятника XIII—XVII веков
2. Скоробогатов, Валентин Иринархович, инженер-строитель; Ашкалов, Давид Агепсимович, Мамыкин, Виктор Семёнович, Менякин, Юрий Иванович, архитекторы; Шмелёв, Михаил Иванович, инженер; Курлов, Василий Иванович, рабочий; Карацюпа, Владимир Яковлевич, инженер-технолог, — за архитектурный ансамбль пешеходного культурно-торгового центра Саратова

### 1990
1. Гинзбург, Владимир Моисеевич, Филлер, Юлий Исаакович, руководители авторского коллектива; Жукова, Ирина Григорьевна, Захарова, Ирина Филипповна, Лебедева, Юлия Алексеевна, архитекторы; Брагинский, Владлен Авраамович, Зубрович, Борис Саулович, инженеры-конструкторы, — за комплекс общественных зданий (Всесоюзный киноцентр и Венгерское торговое представительство) у станции Краснопресненская Московского метрополитена имени В. И. Ленина
2. Серебровский, Марк Бенцианович, руководитель авторского коллектива, Бакусов, Александр Георгиевич, Волонсевич, Валериан Степанович, Кривцун, Александр Константинович, Энгельке, Виктор Авраамович, архитекторы; Старобин, Владимир Менделевич, инженер-конструктор, — за санаторный комплекс «Белые ночи» в Ленинграде

### 1991
1. Глазырин, Владимир Львович, Баранов, Борис Алексеевич, Перчаткин, Юрий Павлович, Рудик, Алексей Иванович, Семейкин, Николай Николаевич, архитекторы; Аверина, Анна Андреевна, инженер-конструктор; Александров Юрий Владимирович, художник, — за здание Челябинского ГАТД имени С. М. Цвиллинга
2. Попов Александр Владимирович, архитектор-реставратор, — за реставрацию памятника архитектуры XVIII века — церкви Дмитрия Солунского в селе Верхняя Уфтюга Красноборского района Архангельской области
3. Смоляр, Ефим Яковлевич, руководитель авторского коллектива, Бальский, Николай Григорьевич, Боровик, Фёдор Ильич, Иванов Павел Иванович, Нечаев, Владимир Егорович, Фукс, Виктор Александрович, Широкинский, Борис Михайлович — за градостроительный комплекс № 3 в городе Славутич Киевской области Украины